# Neopsylla angustimanubra
Neopsylla angustimanubra är en loppart som beskrevs av Wu Houyoung, Wu Fulin et Liu Chiying 1966. Neopsylla angustimanubra ingår i släktet Neopsylla och familjen mullvadsloppor. Inga underarter finns listade i Catalogue of Life.